# Teatro griego (arquitectura)
Del griego clásico θέατρον (théatron) >  latín theātrum; en griego moderno Αρχαίο ελληνικό θέατρο.  La construcción de los teatros griegos "clásicos" comprende desde el siglo V hasta el III a. C.. Es relativamente fácil identificar un centenar.  Los teatros clásicos griegos están presentes en toda la Grecia continental e insular, así como en Magna Grecia y Asia Menor.

## Características generales

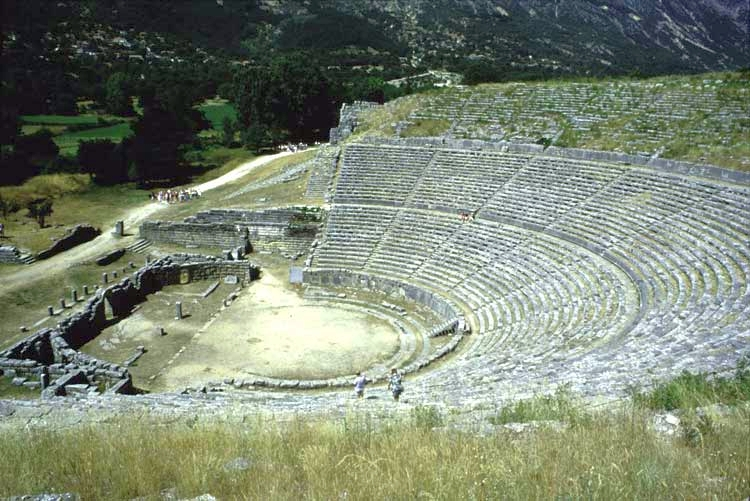
Teatro griego de Dodona.

### Localización
En lo que se refiere al tipo de representaciones, en sus comienzos las representaciones consistían en danzas y cantos y muchas cosas más que se realizaban en un espacio abierto cerca del altar del dios en cuyo honor se celebraban, debido a lo cual no es extraño el que haya un templo junto al teatro. Poco a poco se fueron introduciendo asientos para los espectadores. Estos, tras un desplome en Atenas, se convirtieron en sólidas gradas de tierra. Se ubicaban en lugares amplios.

### Disposición del terreno
Los teatros se construían en la ladera de una montaña, para poder apreciar la obra representada, a diferencia de los romanos, muchos de los cuales se levantaban en terreno llano y elevaban sus gradas por medio de bóvedas y arcos.
Comparando los teatros griegos con los romanos se observan varias características:
- Ningún teatro griego está en terreno llano, debido a que los griegos no sabían construir bóvedas de hormigón, pero sí rellenaban los laterales si era necesario, como en Dodona, Epidauro y sobre todo en Argos, donde prácticamente se ha construido todo el koilon.

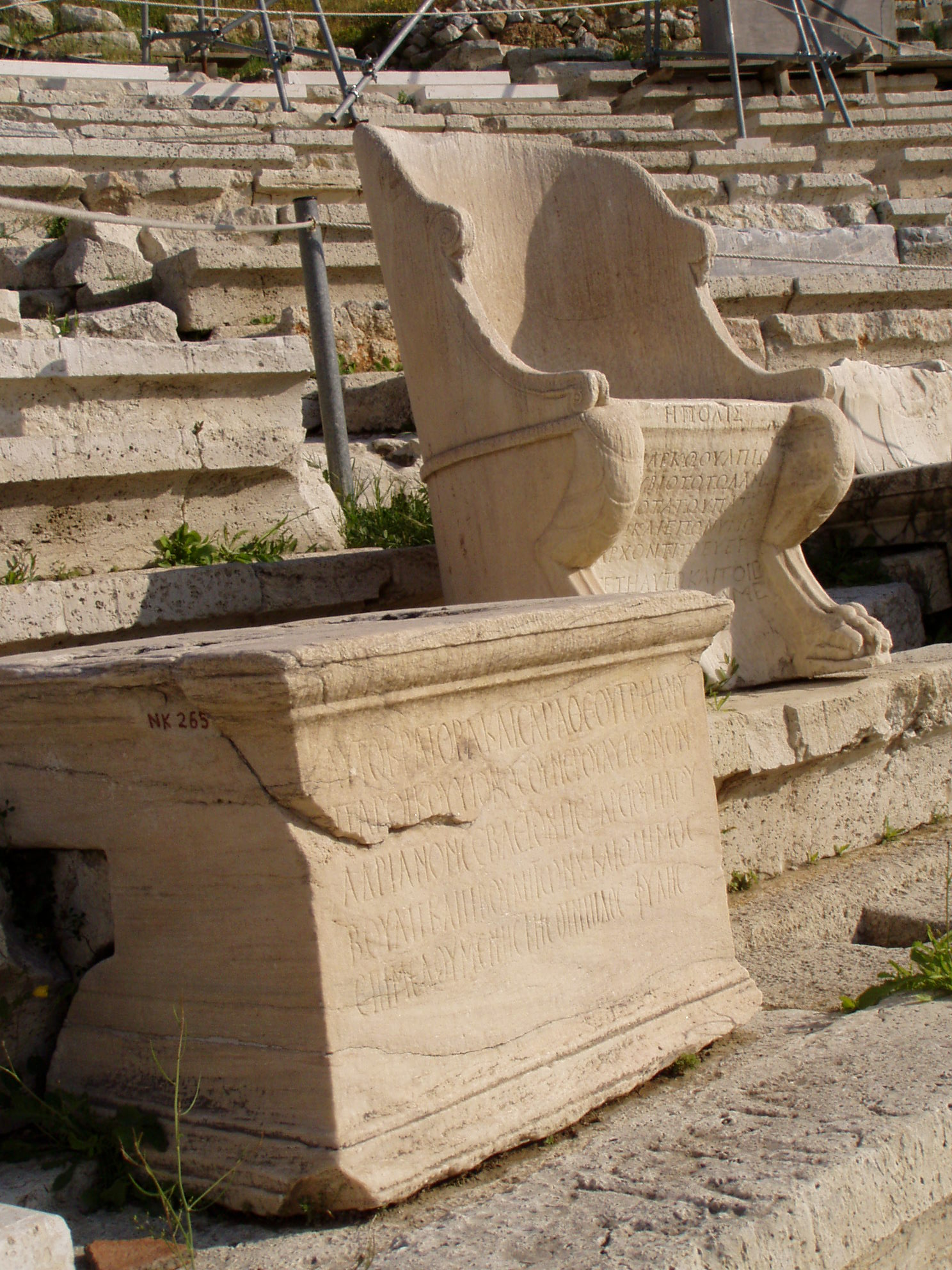
Asiento de piedra caliza para el arconte epónimo en el teatro de Dioniso.

- El tamaño de la orquesta se daba de forma circular, a diferencia de los teatros romanos donde la orquesta se disponía de forma semicircular, ya que le daban menor importancia al coro durante la representación.Asiento de piedra caliza para el arconte epónimo en el teatro de Dioniso. La inmensa mayoría de teatros romanos también están respaldados por una colina, ya que la construcción en llano era un lujo.
- Tenían  decorados trabajados por mucho tiempo como los arcos puentes o adornos de papel.

### Acústica
Los teatros de las grandes ciudades estaban construidos en gran escala para acomodar a un gran número de personas en la orquesta, así como a la mayor cantidad de espectadores (hasta 18.000). Las matemáticas jugaron un papel muy importante en la construcción de estos teatros, y su diseño semicircular permitía tanto buena visión como acústica. 
Los griegos comprendieron esta última de manera inigualable; los diseñadores fueron capaces de crear una acústica inmejorable en los teatros, de tal manera que las voces de los actores pudieran ser oídas en todo el teatro, incluidas las personas que estaban sentadas en la última y más alta fila de asientos; actualmente es difícil encontrar un teatro moderno de gran tamaño capaz de mejorarla. En el teatro de Epidauro se puede oír desde las más altas gradas cualquier susurro dicho en la skené. Se puede suponer que esto sería igual en muchos de los teatros, todos construidos de forma semicircular, si estuvieran en un estado de conservación tan bueno como el famoso santuario de Asclepio.
Materialidad:
Según recientes estudios del Instituto Tecnológico de Georgia la gran acústica del teatro tiene su raíz en sus asientos de caliza, que absorben las ondas por debajo de 500Hz.

## Características del edificio
Tanto los teatros griegos como los romanos constaban de tres partes principales: koilon, orchestra y skené. 

Partes representativas del teatro griego.

### Koilon
El koilon era el conjunto de gradas donde se asentaban los espectadores. Ocupaba la ladera de la montaña, y recibió también el nombre de theatron, cuyo significado es "lugar desde el que se mira", que más tarde pasó a referirse a toda la construcción. Tenía forma semicircular y los asientos estaban situados en gradas. Estaba dividido en sectores (kerkís): de forma vertical, por escaleras y en horizontal, por pasillos (diazoma). 
Al principio los asientos de las primeras filas estaban hechos de madera, y el resto de la gente se sentaba directamente sobre la tierra; pero alrededor de 499 a. C. se comenzaron a construir líneas de bloques de piedra en la ladera de la colina para crear asientos permanentes y estables, que se fueron haciendo cada vez más comunes; los de la primera fila fueron llamados prohedria, eran de mejor calidad y estaban reservados para los sacerdotes y para los ciudadanos más respetados. Entre el koilon y la orchestra había un murete llamado balteus.

### Orchestra
Del griego «orcheisthai», cuyo significado es bailar.
Era la parte más antigua del teatro, y era utilizada por los coros y las danzas rituales. En los primeros tiempos tenía un altar en el centro, thymile, donde se sacrificaba un cordero en honor del dios Dioniso antes de comenzar la representación. El altar fue disminuyendo de tamaño con el tiempo hasta desaparecer.
Las obras estaban conformadas por un ditirambo, es decir, un coro formado por 50 personas entre hombres y niños, donde el elemento más importante era el ritornello, grito lanzado para llamar la atención del Dios.
Era un espacio circular o semicircular en la base de la cávea. Estaba dedicado a la actuación del coro.
Los integrantes del coro caminaban o bailaban juntos, comentaban cantando lo que sucedía en el escenario y, en ocasiones, intervenían directamente en la acción.Cuando se creó la skené, esta se adentraba en ocasiones en el círculo hasta ocupar un séptimo de su diámetro. En el centro se colocaba una plataforma, aunque no en todos ellos: en Dodona no lo hay, y en Eretria lo que hay es un agujero conectado a un túnel. 
También existieron orchestras semicirculares, como en el teatro de Epidauro y de teatro de Metaponto, y a partir del siglo V a. C. algunos teatros también tenían en la orchestra una zona ampliada llamada logeion usada para los discursos.

### Skené
Cuando además de coros comenzó a haber un argumento y actores, se construyó la skené. Era una plataforma alargada y estrecha situada junto a la orchestra, en el lado opuesto al koilon. Con el tiempo se elevó cerca de tres metros sobre la orchestra, sostenida por una columnata. 
La muerte de un personaje siempre ocurría ob skené, fuera de escena, ya que era inapropiado mostrar una matanza a ojos de la audiencia; de esta expresión deriva la palabra obsceno. En 465 a. C. los dramaturgos comenzaron a usar un telón para estos casos, que colgaba detrás de la skené simulando un decorado, y que también servía a los actores para ocultarse detrás y cambiar de vestuario durante la obra; se convirtió en una pared de ladrillo o piedra en 425 a. C., llamada paraskenia, y desde entonces fue un elemento común en los teatros; consistía en una pared larga proyectada hacia delante por los lados, la cual podía tener puertas para las entradas y salidas de los actores. Justo delante de la paraskenia, entre ella y la orchestra, la skené recibió el nombre de proskenion.
Hacia el final del siglo V a. C., alrededor de la época de la guerra del Peloponeso, la paraskenia tenía dos pisos de altura y fue llamada epskenion.
Skené =(cobertizo). Cuando la skené no era realizada en material de piedra, se la pintaba en alguna de sus superficies. esta era la grafía de la skené, de allí se unen las palabras skené y graphos y se produce la escenografía.

### Parodoi
Los teatros griegos tenían entradas para los actores y los miembros del coro llamados parodoi (plural de parodo). Los parodoi eran dos entradas que se abrían entre la skené y la orchestra, que también recibieron el nombre de eisodoi. Tenían una función dramática, ya que, por convenio, los más occidentales representaban la salida hacia el mar o el campo y los más orientales a la acrópolis. Por lo tanto, dependiendo de por dónde entrasen o saliesen los coros o personajes, el público sabía a dónde iban o venían.

### Proskenion
El proskenion (delante de la escena), adornado con columnas y estatuas, era el lugar donde actuaban los actores y era similar al proscenio actual. La paraskenia se decoraba con figuras y pinturas, según el lugar en que la acción se desarrollaba.

## Origen morfológico
El origen del teatro griego al día de la fecha presenta aún muchos interrogantes, pero se puede tener una primera impresión de cómo se pudo haber dado su origen morfológico.
Evolución: La evolución parte desde una congregación muy pequeña de un determinado público que se encuentran celebrando en torno a una ceremonia religiosa. Luego fue mutando hasta la morfología

## Elementos auxiliares
Había varios elementos escénicos de uso común en el teatro griego; 
- Machina, una grúa que daba la impresión de que un actor volaba (que por eso recibió el nombre de theologheion o deus ex machina).
- Ekkyklema, una plataforma rodante con distintos usos: podía ser usada para subirse a ella y que los espectadores tuviesen mejor visibilidad del actor, o usarla para hacer entrar a los personajes muertos, si era el caso.
- Trampillas o aberturas similares en el suelo para sacar a la gente en el escenario.
- Pinakes imágenes colgadas en la paraskenia para simular una escena o paisaje.
- Thyromata, imágenes más complejas situadas a la altura del segundo piso de la paraskenia.
- Periaktoi, pantallas giratorias para cambiar el decorado del escenario